# Richtlinie 2009/50/EG (Hochqualifiziertenrichtlinie)
Die Richtlinie 2009/50/EG über die Bedingungen für die Einreise und den Aufenthalt von Drittstaatsangehörigen zur Ausübung einer hochqualifizierten Beschäftigung ist eine Richtlinie der Europäischen Gemeinschaft, welche die Einreise und den Aufenthalt von hochqualifizierten Personal, die nicht EU-Bürger sind, regelt. Dieser Personenkreis und deren Angehörige soll einen befristeten einheitlichen Aufenthaltstitel, die sogenannte Blaue Karte EU, erhalten. Die aktuelle Richtlinie wird durch die Richtlinie (EU) 2021/1883 mit Wirkung zum 19. November 2023 aufgehoben werden.[veraltet]

## Inhalt
- Kapitel 1 (Artikel 1 bis 4): In den allgemeinen Bestimmungen werden Gegenstand, Begriffsbestimmung und den Anwendungsbereich festgelegt. Insbesondere werden Ausschlüsse für den Erwerb der Blauen Karte EU genannt. Die Richtlinie betrifft ausdrücklich nicht Drittstaatenangehörige, die auf Grund internationaler Verpflichtungen Schutz genießen dürfen, die sich wegen eines Forschungsaufenthalts in der Europäischen Union befinden und die im Rahmen des Familiennachzugs einreisen.
- Kapitel 2 (Artikel 5 und 6) regelt die Zulassungsvoraussetzungen. Voraussetzung für die Erteilung der Blauen Karte EU ist ein Arbeitsvertrag als Hochqualifizierter nach den nationalen Bestimmungen für mindestens ein Jahr. Das Bruttojahresgehalt muss mindestens das Eineinhalbfache (bei besonderen Mangelberufen das 1,2-fache) des durchschnittlichen Bruttojahresgehalts in diesem Staat betragen. Die Anzahl der aufzunehmenden Hochqualifizierten legt der Mitgliedsstaat selbst fest.
- Kapitel 3 (Artikel 7 bis 11) regelt das Verfahren zum Erhalt einer Blauen Karte EU. Die Dauer der Gültigkeit der Blue Card beträgt ein bis zu vier Jahre. Während der Gültigkeitsdauer der Blauen Karte EU ist ihr Inhaber berechtigt mehrfach in das Hoheitsgebiet des Mitgliedstaats einzureisen und sich dort aufzuhalten. Der Antrag auf eine Blaue Karte EU kann abgelehnt werden, wenn gefälschte Dokumente vorgelegt werden oder die Stelle mit inländischen Arbeitnehmern besetzt werden kann.
- Kapitel 4 (Artikel 12 bis 17) enthält die Rechte, welche sich aus dem Erhalt einer Blue Card ergeben. In den ersten zwei Jahren bedarf der Arbeitsplatzwechsel einer Genehmigung. Arbeitslosigkeit darf nicht länger als drei Monate andauern und nicht mehr als einmal während des Aufenthaltes auftreten. Die Inhaber einer Blauen Karte EU haben dieselben Rechte in Bezug auf Arbeitsbedingungen, Kündigungsschutz und Mitgliedschaft in Gewerkschaften oder anderen Berufsverbänden wie einheimische Arbeitnehmer.
- Kapitel 5 (Artikel 18 und 19) regelt den Aufenthalt in anderen Mitgliedsstaaten. Nach 18 Monaten Aufenthalt in einem Mitgliedsstaat können sich die Inhaber einer Blue Card und ihre Angehörigen in einem anderen Mitgliedsstaat niederlassen.
- Kapitel 6 (Artikel 20 bis 25) enthält die Schlussbestimmungen. Die Mitgliedsstaaten haben die Richtlinie bis zum 19. Juni 2011 umzusetzen.